# Бърд (ледник)
Ледникът Бърд (на английски: Byrd Glacier) е голям долинен ледник в Източна Антарктида, на Земя Виктория, на границата между Бреговете Хилари и Шакълтън. Води началото си от фирновото поле Бърд и „тече“ на североизток между планините Британия на север и Чърчил на юг, части от Трансантарктическите планини. „Влива“ се в ледения залив Бърд, в северозападната част на шелфовия ледник Рос, чрез ледников език. Годишно ледника Бърд внася в шелфовия ледник Рос около 20 km³ лед. Средната му скорост е 825 km годишно. Дъното на ледника е на 2780 m под морското равнище и е най-ниската точка на Земята, която не е залята с вода.
Наименуван е в чест на видния американски антарктически изследовател адмирал Ричард Бърд, ръководител на 4-ри американски антарктически експедиции.
- Западната част на ледника Бърд
- Източната част на ледника Бърд